# Elousa mima
Elousa mima är en fjärilsart som beskrevs av Harvey 1876. Elousa mima ingår i släktet Elousa och familjen nattflyn. Inga underarter finns listade i Catalogue of Life.